# 红霉素
紅黴素（英語：erythromycin）是一種抗生素，用於治療多種病原細菌感染,包括如呼吸道感染、皮膚感染、披衣菌感染、骨盆腔發炎和梅毒。個體於懷孕期間也可使用，以預防新生兒（neonate）的B型鏈球菌感染，並用來改善胃排空延遲問題。給藥途徑有靜脈注射和口服。通常建議於剛出生的嬰兒眼睛塗抹紅黴素眼藥膏，以預防新生兒結膜炎。
使用此藥物常發生的副作用有腹部絞痛、嘔吐和腹瀉。較嚴重的副作用有艱難擬梭菌感染、肝臟問題、QT間期延長和過敏反應。對於青黴素過敏的個體，使用紅黴素通常是安全的。個體於懷孕期間使用此藥物對於胎兒似無安全顧慮。雖然個體在母乳哺育期間使用，通常被認為對嬰兒安全，但母親在嬰兒出生後的前兩週使用此藥物可能會增加嬰兒發生幽門狹窄的風險。如果新生兒在此期間直接服用，也有類似風險。紅黴素屬於巨環內酯類抗生素家族，透過減少細菌蛋白質產生而發揮作用。
紅黴素於1952年首次從紅糖多孢菌中分離而得，已納入世界衛生組織基本藥物標準清單之中。此藥物於2021年在美國最常使用處方藥中排名第259，開立的處方箋數量超過100萬張。

## 醫療用途
紅黴素可針對引起皮膚和上呼吸道感染的病原細菌（包括鏈球菌屬、葡萄球菌屬、嗜血桿菌屬和棒桿菌屬）進行治療。一些具有醫學意義的最小抑菌濃度數據如下列：
- 流感嗜血桿菌：0.015至256微克/毫升
- 金黃色葡萄球菌：0.023至1024微克/毫升
- 化膿性鏈球菌：0.004至256微克/毫升
- 微小棒狀桿菌（英语：Corynebacterium minutissimum）：0.015至64微克/毫升

由於藥物有促進胃腸蠕動的作用，有助於治療胃排空延遲。它已被證明可改善重症患者的餵養耐受性問題。進行上消化道內視鏡檢查前可靜脈注射紅黴素，以協助清除胃內容物，提高診斷準確性和後續管理。

### 市售藥物配方

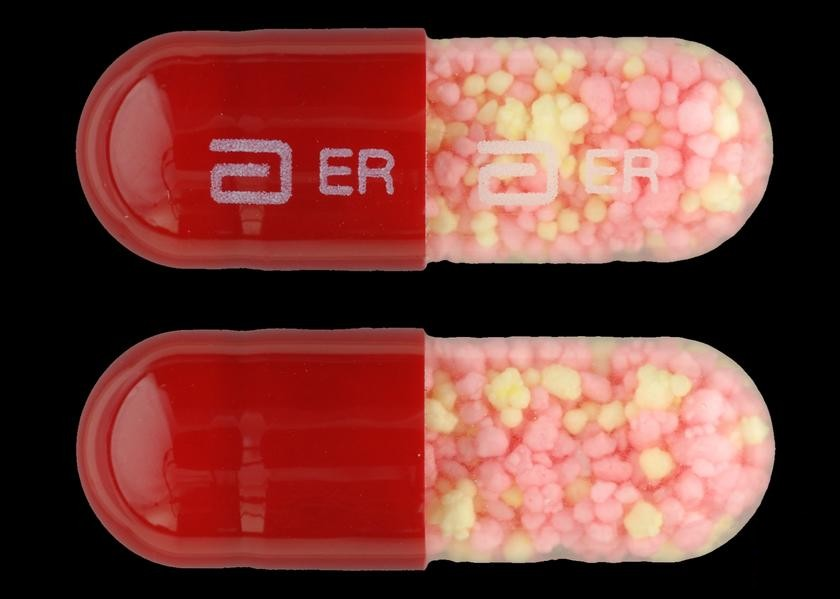
亞培製藥出品的紅黴素腸溶膠囊。

紅黴素有腸溶片劑、緩釋膠囊、口服懸浮液、眼藥水、軟膏、凝膠、腸溶膠囊、非腸溶片、非腸溶膠囊及注射劑。
用於口服的紅黴素製劑有：
- 紅黴素鹼（膠囊、片劑）
- 紅黴素酯（膠囊、口服懸浮液、片劑），於懷孕期的個體禁用[16]
- 乙基琥珀酸紅黴素（口服懸浮液、片劑）
- 硬脂酸紅黴素（口服懸浮液、片劑）

用於注射的製劑有：
- 葡萄糖紅黴素
- 乳糖酸紅黴素

用於眼科的製劑有：
- 紅黴素鹼（軟膏）

## 不良影響
由於紅黴素是胃動素激動劑，使用後會常發生腹瀉、噁心、腹痛和嘔吐等胃腸道紊亂問題。
較嚴重的副作用有QT間期延長的心律不整問題，包括扭轉型尖峰（一種特定類型的心律不整），還有可逆性耳聾。過敏反應有蕁麻疹及過敏性休克等。罕見的副作用有膽汁淤積和史蒂芬斯－強森症候群。
研究工作同時顯示有支持和反對幽門狹窄與產前和產後接觸紅黴素之間關聯的證據。接觸紅黴素（尤其是長期療程劑量，以及透過母乳哺育）與小嬰兒幽門狹窄的可能性增加有關聯。用於治療年幼嬰兒餵食不耐受的紅黴素與嬰兒肥厚性幽門狹窄無關聯。
紅黴素與孕婦可逆性肝毒性有關聯，表現為天門冬胺酸胺基轉移酶（又稱血清麩胺酸草醯乙酸轉胺酶）水平升高，因此不建議於懷孕期間的婦女使用。一些證據顯示其他族群也發生類似的肝毒性。
紅黴素也會影響中樞神經系統，引起精神病反應、作惡夢和夜間盜汗。

## 藥物交互作用
紅黴素經由細胞色素P450系統的酶，特別是如CYP3A蛋白質超家族的同工酶代謝。某些藥物（例如地塞米松）可誘導或抑制CYP3A酶的活性，而影響許多不同藥物（包括紅黴素）的代謝。如果其他CYP3A基質（會被CYP3A分解的藥物），例如辛伐他汀(Zocor)、洛伐他汀(Mevacor) 或阿托伐他汀(Lipitor)與紅黴素同時服用，用藥者體內基質的濃度會增加，通常會引起不良反應。一種須注意的藥物交互作用涉及紅黴素和辛伐他汀，導致辛伐他汀濃度升高和產生橫紋肌溶解症的可能性。另一組CYP3A4基質是用於治療偏頭痛的藥物，例如麥角胺和二氫麥角胺，如果與紅黴素合併使用，其不良反應可能會更為明顯。
由於早期發生有關猝死的病例報告，而促使醫界進行一項大型研究，證實在服用透過干擾CYP3A4而延長紅黴素代謝藥物（如維拉帕米或地爾硫䓬）的患者中，紅黴素與心室性心搏過速和心源性猝死之間存在關聯。因此使用這些藥物或會延長QT間期的藥物的個體不應服用紅黴素。其他不應與紅黴素同時服用藥物包括有特非那定（Seldane、Seldane-D）、阿司咪唑（Hismanal）、西沙必利（Propulsid，因會延長QT間期而在許多國家被撤銷許可）和雙氟苯丁哌啶苯並咪唑酮(Orap)。也有證據顯示紅黴素會與用於治療氣喘的茶鹼發生交互作用。
紅黴素和去氧羥四環素併用時可產生協同作用，殺死細菌（大腸桿菌）的效力比兩種藥物個別使用的總和更高。這種協同關係只具暫時性，於約72小時後會轉變為拮抗關係，其中50/50的兩種藥物組合殺死細菌的數量比單獨施用兩種藥物為少。。
由於紅黴素對腸道菌群的影響，可能會改變複方口服避孕藥的有效性。一篇研究報告提出當紅黴素與某些口服避孕藥併用時，雌二醇和地諾孕素的最大血清濃度和曲線下面積會增加（導致避孕效果降低及副作用增加）。
紅黴素是細胞色素P450系統的抑制劑，表示它可對該系統代謝的其他藥物（例如華法林）的濃度產生快速影響。

## 藥理學

### 作用機轉
紅黴素具有抑制細菌活性或抑制細菌生長的能力，尤其是在較高濃度的情況下。它透過與細菌rRNA複合物的50s亞基結合，細菌的蛋白質合成以及隨後對生命或複製非常重要的結構和功能過程會受到抑制。紅黴素干擾氨酰易位，阻止結合在rRNA複合物A位點的tRNA轉移到rRNA複合物P位點。因此細菌的蛋白質合成過程為之中斷（結果為蛋白質合成停滯、細胞功能失調及細胞死亡）。
紅黴素透過與胃動素受體結合來增加腸道蠕動，因此除具抗菌特性外，還是一種胃動素受體激動劑，而可作為胃排空刺激劑。

### 藥物動力學
紅黴素易被胃酸滅活，因此口服製劑多以腸溶衣包裹或製成藥學上更穩定的鹽類或酯類，例如紅黴素乙基琥珀酸酯。人體能很快吸收紅黴素，並擴散到大多數組織和吞噬細胞。含高濃度紅黴素的吞噬細胞會主動轉運至感染部位，在主動吞噬作用時，會釋放大量高濃度紅黴素而發揮作用。

### 代謝
大多數紅黴素在肝臟中經由肝臟酵素CYP3A4進行脫甲基化代謝。代謝物主要經由膽汁排除，受腎臟排泄的數量很少，排除的原形藥物佔比有2%～15%。紅黴素的生物半衰期為1.5至2.0小時，對於末期腎病患者為5至6小時。血清中紅黴素濃度於服藥後4小時可達到峰值，紅黴素乙基琥珀酸酯會在給藥後0.5-2.5小時達到峰值。服藥同時也進行飲食時，達到血藥濃度峰值的時間會被延遲。
紅黴素會穿過胎盤並進入母乳。美國兒科學會認定個體於母乳哺育期間使用紅黴素對於嬰兒並無安全上顧慮。懷孕個體在紅黴素吸收方面已被證明會有差別，通常的藥物濃度會低於非懷孕的個體。

## 化學

### 成分
標準級紅黴素主要由四種相關化合物組成，稱為紅黴素A、B、C 和D。這些化合物的含量會因生產批次而有所不同。研究發現紅黴素A具有最強的抗菌活性，其次是紅黴素B。紅黴素C和D的活性約為紅黴素A的一半。其中一些相關化合物已被純化，可進行個別研究。

### 合成
人們在發現紅黴素A及其抗菌活性後的三十年裡進行過許多實驗室合成嘗試。最後由美國有機化學家勞勃·伯恩斯·伍華德成功合成紅黴素A，並於1981年將研究成果發表。

## 歷史
一位服務於禮來製藥在菲律賓分支機構的當地醫生 - 阿韋拉多·阿吉拉爾 - 於1949年將一些土壤樣本寄給美國禮來製藥。阿吉拉爾設法從樣本中發現的一種紅鏈黴菌（紅糖多孢菌）的代謝物中分離出紅黴素。阿吉拉爾並未因為此發現而得到進一步的榮譽或補償。
禮來製藥於1953年獲得此化合物的專利保護。.該產品於1952年以Ilosone品牌投入商業市場（以最初採集該產品的菲律賓怡朗省命名）。紅黴素以前也稱為怡朗黴素（Ilotycin）。克拉黴素是由日本藥廠大正製藥的科學家於1970年代發明，用來克服紅黴素在酸性環境下容易分解或失效的性質。

## 社會與文化

### 經濟學
紅黴素已有通用名藥物在市面流通。
在美國，紅黴素500毫克片劑的一片價格從0.7美元上漲至7美元。
美國紅黴素的價格在2010年至2015年之間上漲三倍，從2010年的每500毫克片劑24美分上漲到2015年的8.96美元。2017年，凱薩醫療新聞 (Kaiser Health News) 所進行的一項研究發現在2015年到2016年期間，數十種紅黴素的仿製藥的單位售價漲一倍，甚至有漲到三倍的，而將美國聯邦醫療補助計劃的支出大幅提高。由於藥物價格上漲，聯邦醫療補助於2016年為紅黴素的支付較2015年的多出2,685,330美元（購買回扣未列入計算）。到2018年，於美國銷售的紅黴素仿製藥價格又平均上漲5%。
截至2024年月，英國國家處方集中列出的紅黴素500毫克片劑的價格為36.40英鎊/100片（每片36.4便士）。藥物費用並非由國民保健署（NHS）的患者支付。蘇格蘭、威爾斯和北愛爾蘭並未為此收取NHS處方費，而在英格蘭，沒豁免的NHS患者須支付統一的處方費。截至2024年5月，此處方費為每種處方藥9.90英鎊。

### 品牌名稱
紅黴素的品牌名稱眾多，有Robimycin、E-Mycin、E.E.S.顆粒、E.E.S.-200、E.E.S.-400、E.E.S.-400 Filmtab、Erymax、Ery-Tab、Eryc、Ranbaxy、Erypar、EryPed、Eryped 200、Eryped 400、硬脂酸紅黴素Filmtab、Erythrocot、E-Base、Erythroped、Ilosone、MY -E、Pediamycin、Zineryt、Abboticin、Abboticin-ES、Erycin、PCE Dispertab、Stiemycine、Acnasol和Tiloryth。

## 獸醫用途
紅黴素也用於魚類護理 - "廣泛治療和控制細菌性疾病"，如身體黏液、口腔真菌、癤病、細菌性鰓病和出血性敗血症等。紅黴素在此主要是針對與革蘭氏陽性菌相關的疾病。